# Vandrimare
Vandrimare es una localidad y comuna francesa situada en la región de Alta Normandía, departamento de Eure, en el distrito de Les Andelys y cantón de Fleury-sur-Andelle.

## Geografía
La comuna se encuentra en una zona boscosa del norte del departamento, cerca del de Sena Marítimo y próximo del río Andelle. Dista 25 km de Ruan. La carretera N14 pasa a pocos kilómetros al sur de la comuna
La población se reparte en cinco núcleos: le Fayel, les Gournets, le Village, la Haute-Côte y la Côte-des-Monts.

## Demografía
| 308 | 456 | 429 | 457 | 600 | 581 | 589 | 594 | 574 | 513 | 513 | 524 | 570 | 606 | 594 | 541 | 558 | 497 | 549 | 535 | 514 | 511 | 489 | 447 | 428 | 470 | 438 | 427 | 516 | 660 | 773 | 864 |
| Para los censos de 1962 a 1999 la población legal corresponde a la población sin duplicidades (Fuente: INSEE [Consultar]) |     |     |     |     |     |     |     |     |     |     |     |     |     |     |     |     |     |     |     |     |     |     |     |     |     |     |     |     |     |     |     |

Gráfico de la evolución demográfica de la comuna entre 1794 y 1999
En 1794, la población de Le Fayel no está incluida. Hasta 1841, las poblaciones de Le Fayel y de Les Gournels no están incluidas en el gráfico.

## Administración

### Alcaldes
Tras las elecciones de marzo de 2008, el consejo municipal está compuesto por el alcalde, cuatro adjuntos y once consejeros.
Los alcaldes desde 1850 han sido:
- Mr Mélissent 1850-1855
- Philippe Jouen 1855-1864
- Ferdinand Vallet 1864-1871
- Hyacinthe Loriot 1871-1876
- Raoul Mélissent 1876-1881
- Henri Larcher 1881-1892
- Prudent Delamare 1892-1894
- Ernest Régnier 1894-1907
- Jean-Baptiste Servant 1907-1908
- Ernest Régnier 1908-1909
- Raoul Levacher 1909-1912
- Joseph Régnier 1912-1945
- Marcel Lemaître 1945-1947
- Alphonse Petit 1947-1965
- Emmanuel Cabot 1965-1983
- Jacques Poletti desde 1983

### Entidades intercomunales
Vandrimare está integrada en la Communauté de Communes de l'Andelle. Además forma parte de diversos sindicatos intercomunales para la prestación de diversos servicios públicos:
- Syndicat de voirie de Fleury sur Andelle
- Syndicat interco pour gestion gymnases et équip. sport. collèges de Fleury et de Romilly sur Andelle
- Syndicat de transport d'élèves du CES de Fleury
- Syndicat de transport scolaire de Seine Andelle
- Syndicat de l'électricité et du gaz de l'Eure (SIEGE)
- Syndicat de regroupement pédagogique de Vandrimare
- Syndicat du bassin de l'Andelle et de ses affluents
- Syndicat Intercommunal pour l'Etude, le Suivi et l'Animation d'une Opération programmée d'Améliorati
- Syndicat de constr. et de gestion de l'ensemble aquatique et ludique de l'Andelle .
- Syndicat rural d'assainissement du plateau (SRAP) .
- Syndicat intercommunal d'adduction d'eau potable 276 (siaep 276) .

### Riesgos
La prefectura del departamento de Eure incluye la comuna en la previsión de riesgos mayores por:
- Presencia de cavidades subterráneas.
- Riesgos derivados del transporte de mercancías peligrosas.
- Riesgos por inundación.

## Historia
Le Fayel y Les Gournets fueron anexionados a Vandrimare el 8 de marzo de 1846. La comuna conservó el nombre, aunque tenía la menor población de las tres.